# Gorges de l'Allier
Les gorges de l'Allier se présentent comme un canyon creusé par la rivière Allier. C'est un site naturel devenu touristique, surtout depuis la mise en place du train touristique qui longe les gorges entre les départements de la Haute-Loire et de la Lozère.

## Présentation générale
Après les contreforts des Cévennes, la rivière Allier coule dans le département de la Lozère à Langogne où elle va rejoindre la Haute-Loire, serpentant alors dans les gorges du Haut Allier, dans des vallées boisées jusqu’à la ville de Langeac sur une distance de 80 kilomètres. Entre Gévaudan et Velay, l'Allier a entaillé une vallée profonde et encore sauvage nantie d'un patrimoine naturel et historique intéressant. La vallée est aussi traversée par l'un des chemins de Saint-Jacques de Compostelle, le chemin pédestre de l'écrivain Stevenson, et l'Allier a le privilège d'accueillir encore des saumons sauvages. La ligne de chemin de fer Clermont-Ferrand - Nîmes, notamment empruntée par Le Cévenol, s'engouffre dans les gorges avec ses nombreux ouvrages d'art : sur 67 km, on ne trouve pas moins de 51 tunnels et 16 viaducs, construits au cours du XIXe siècle.
Le parcours traverse un paysage assez sauvage, sans route le suivant directement, seuls quelques petits villages en ponctuent le cours. Pour admirer le site, outre l'utilisation du rafting ou canoë à partir du village de Chapeauroux (ancien site antique de Condate), le train est encore la meilleure solution.
La région est aussi connue pour l'histoire de la Bête du Gévaudan et le voyage de l'écrivain écossais Robert Louis Stevenson qu'il a relaté dans son ouvrage Voyage avec un âne dans les Cévennes en 1878. Au sud de Langogne, on trouve la trappe de Notre-Dame-des-Neiges, monastère cistercien où Stevenson resta une nuit, y faisant « d'intéressantes rencontres ».

## L'environnement des gorges

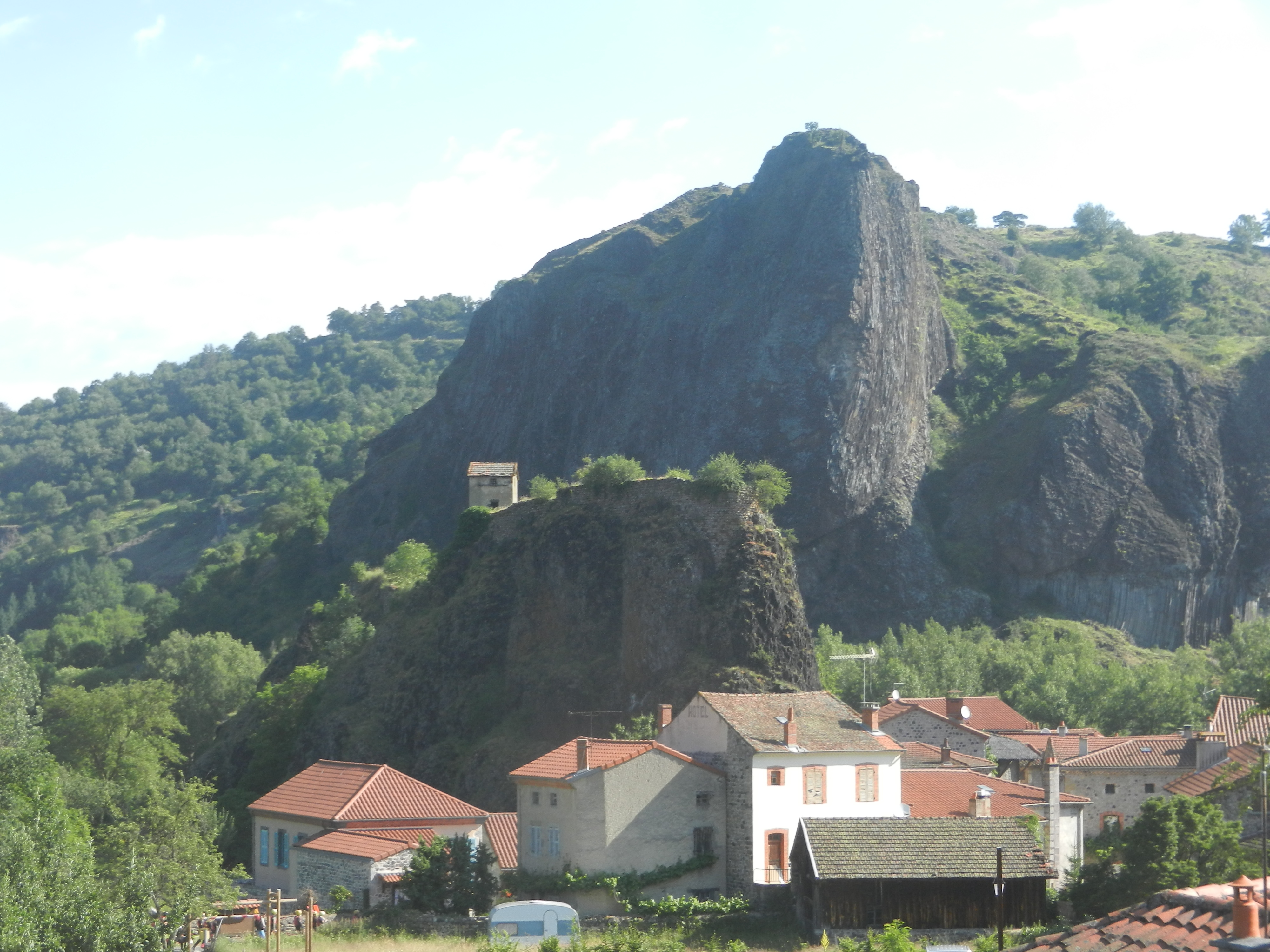
Tertre basaltique de Prades.

Côté visites touristiques, les gorges de l’Allier possèdent de nombreuses possibilités, les sites de Saint-Ilpize, le château et la chapelle castrale, Lavoûte-Chilhac, l'abbaye bénédictine, Chanteuges et son abbaye et la chapelle Sainte-Marie-des-Chazes qui dominent le parcours des gorges, les cinq villages classés parmi les « plus beaux villages de France » : Lavoûte-Chilhac, Blesle, Pradelles, Arlempdes et Lavaudieu, qui peuvent être complétés par la découverte du patrimoine culturel au musée de la Paléontologie du mont Mouchet, au château de Lafayette, au musée de la Bête du Gévaudan à Saugues ou à l’hôtel de la Dentelle de Brioude.
Plusieurs solutions touristiques sont également proposées : la grande traversée des gorges de l'Allier au départ de Langogne et de Langeac par le train touristique ou un train gastronomique au départ de Langogne, une balade découverte au départ de Monistrol-d'Allier ou d'Alleyras, la visite des villages volcaniques des gorges de l'Allier au départ de Langeac.
De nombreuses randonnées pédestres sont possibles sur le sentier des gorges de l'Allier à travers la Haute-Loire et la Lozère, de Brioude à La Bastide-Puylaurent via Vieille-Brioude, Lavoûte-Chilhac, Langeac, Prades, Monistrol-d'Allier, Pont d'Alleyras, Saint-Haon, Pradelles, Langogne, Cheylard-l'Évêque ou les sources de l'Allier.

## Les gorges de l'Allier en train

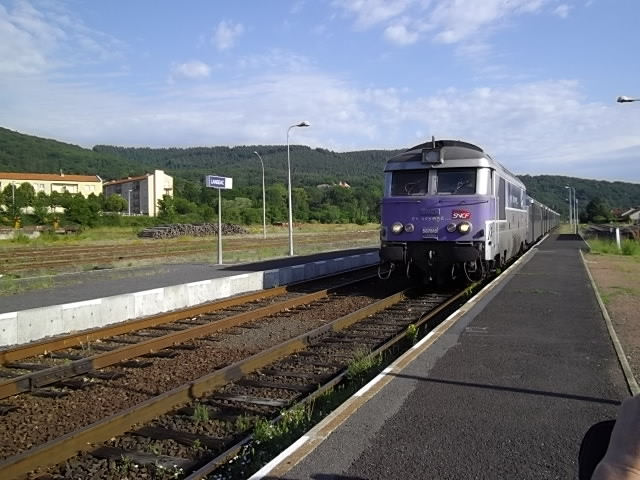
Le train à Langeac.

En plus des trains Clermont-Ferrand - Nîmes quotidiens, trois allers et trois retours, un train touristique fonctionne en saison de Langeac à Langogne et retour. La ligne de chemin de fer traverse des paysages pittoresques, l’Allier coulant à travers un chaos de roches basaltiques, et offre de belles vues sur les villages qui dominent le cours de la rivière, avec ses trois stations situées sur la ligne ferroviaire, Monistrol-d'Allier, Pont d'Alleyras et Chapeauroux, toutes desservant la partie la plus sauvage.
Entre les deux gares ferroviaires de départ Langogne et Langeac, le trajet dure un peu plus de deux heures avec des commentaires d'un guide du patrimoine sur le parcours aller avec un retour prévu sur un train régulier de la SNCF.

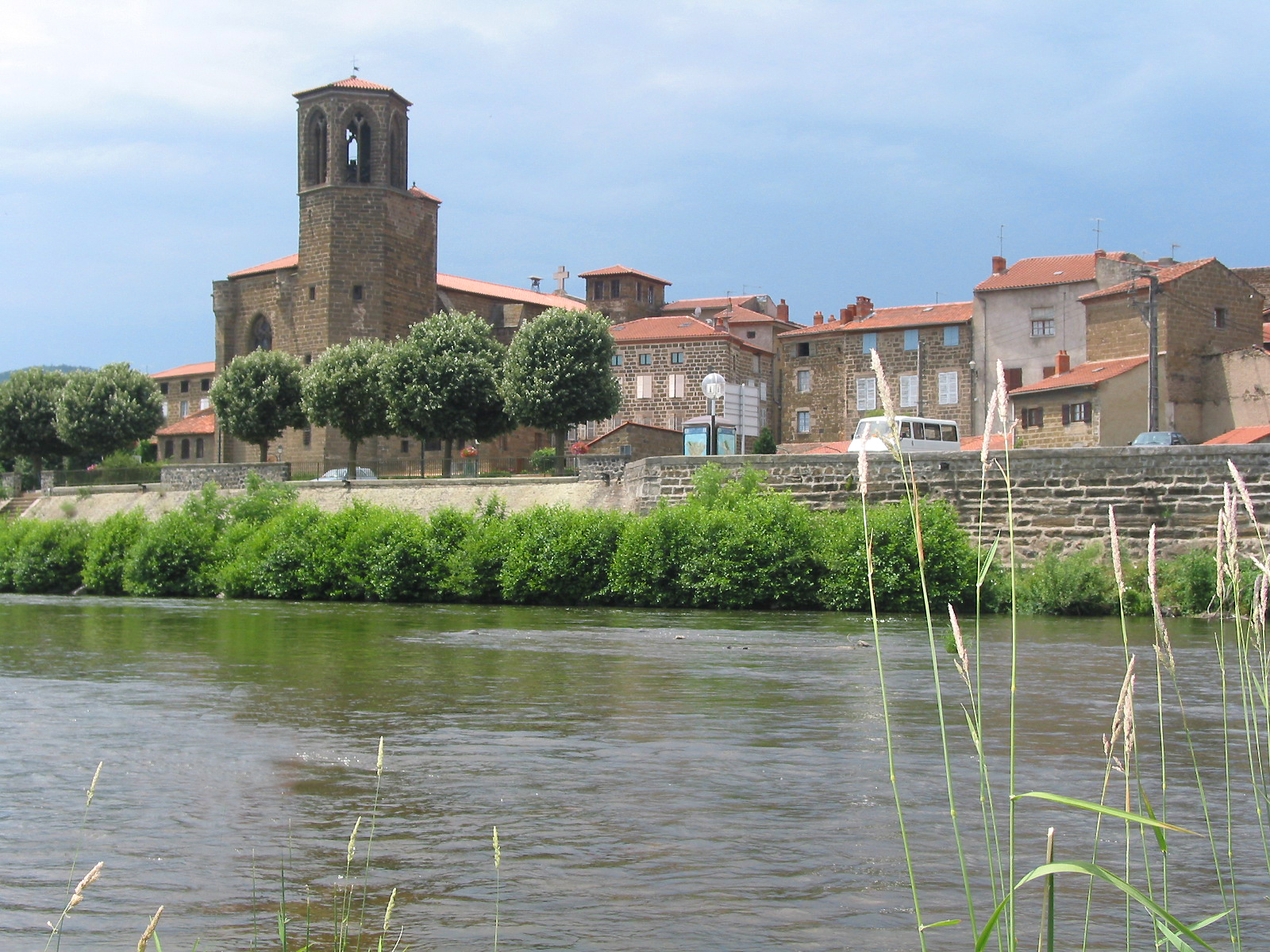
Langeac, point ultime du train touristique en Haute-Loire.

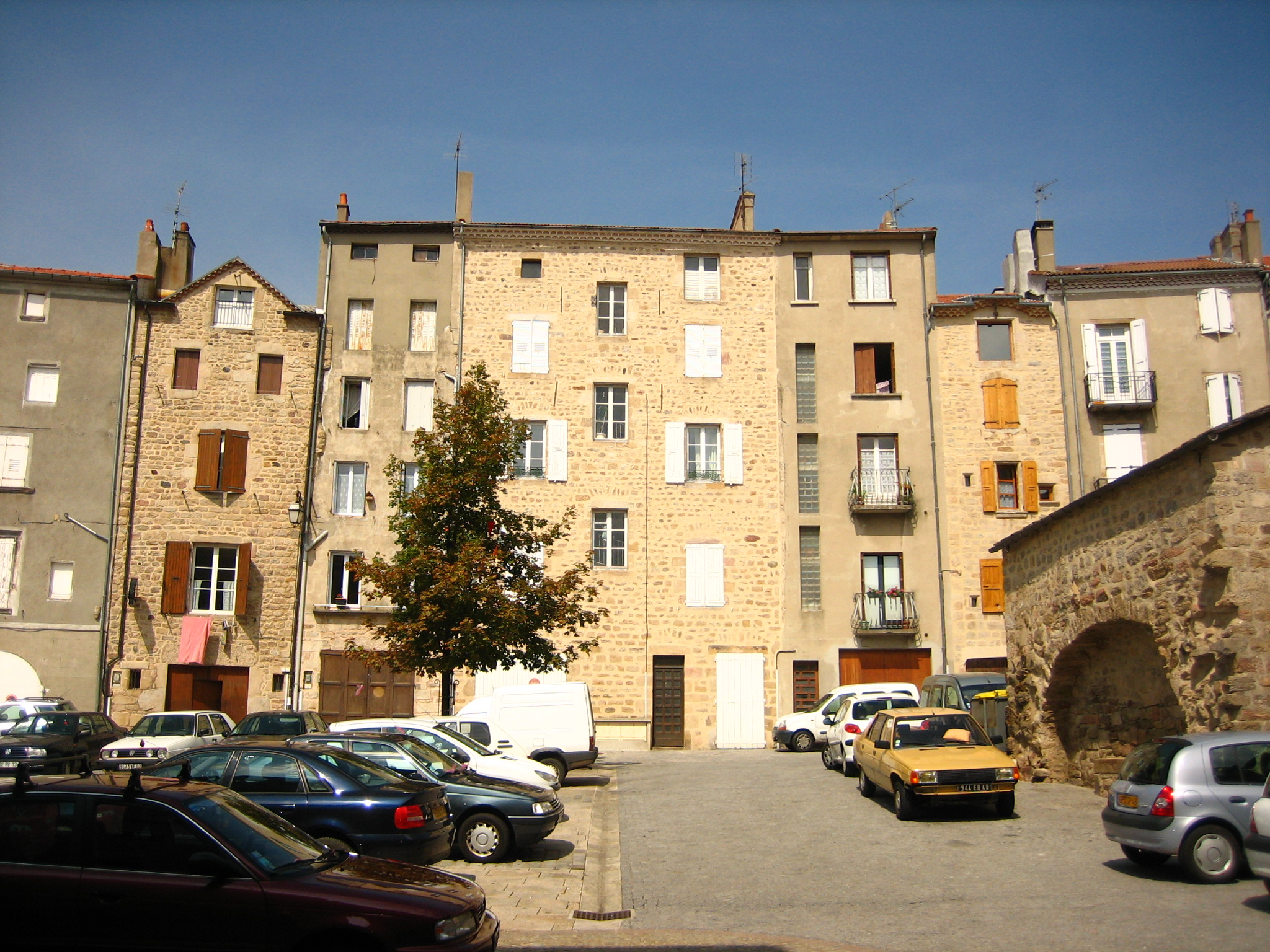
Langogne, point ultime du train touristique en Lozère.

Dans les deux villes départ et arrivée du train des gorges, on peut visiter le centre historique, le musée de la Filature des Calquières ou aller jusqu'au plan d’eau de Naussac à Langogne ou au musée du Jacquemart et de l'historial Mère-Agnès, ou encore dans les espaces aménagés au bord de l'Allier à Langeac.

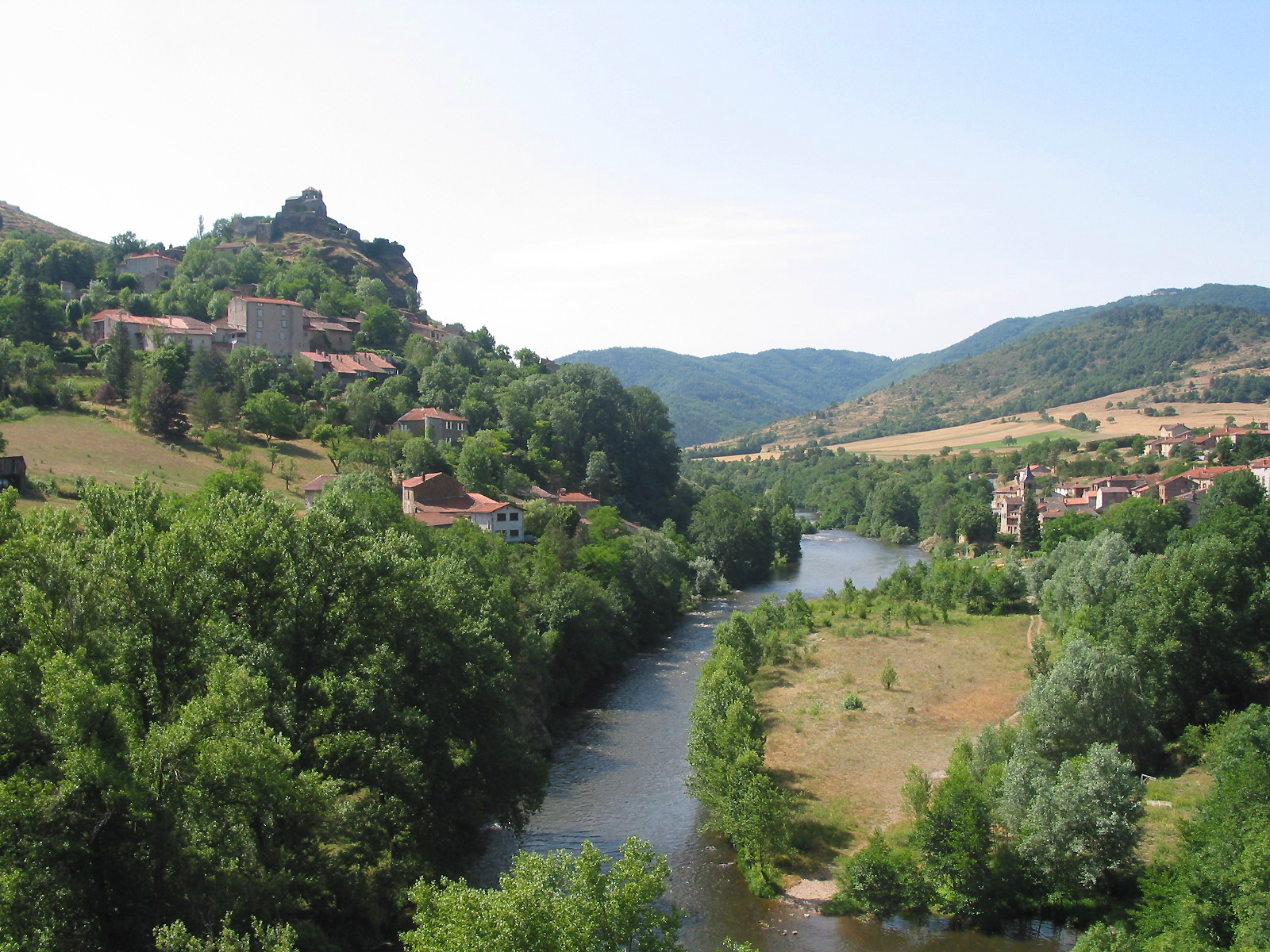
L'Allier à Saint-Ilpize.
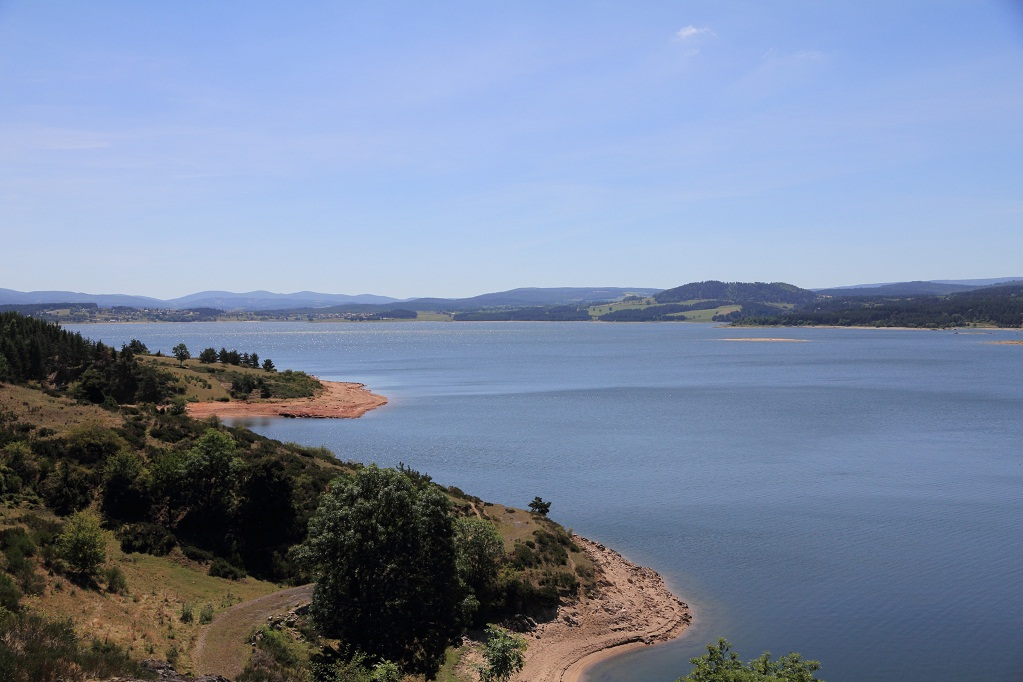
Lac de Naussac.
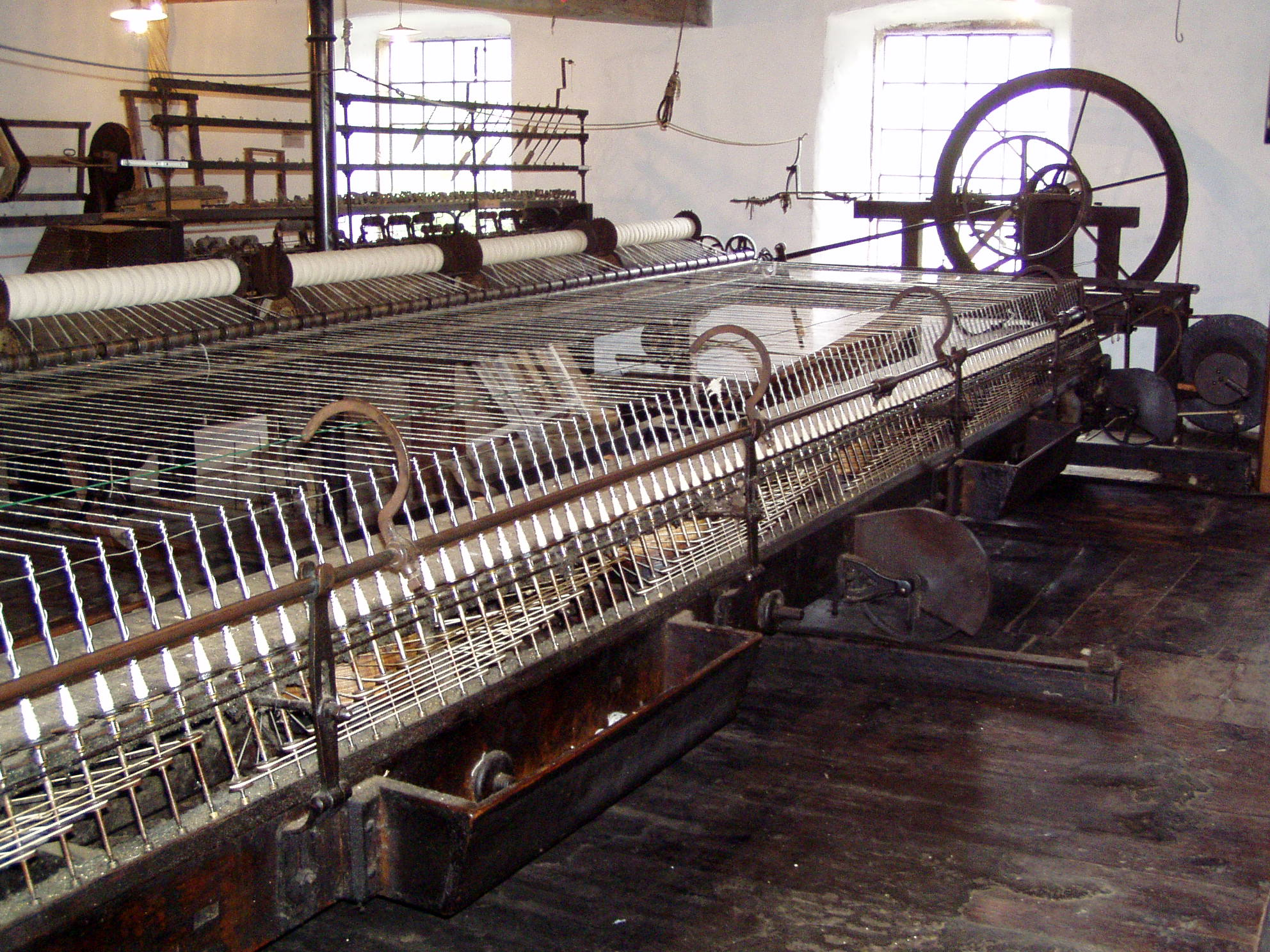
Filature des Calquières.
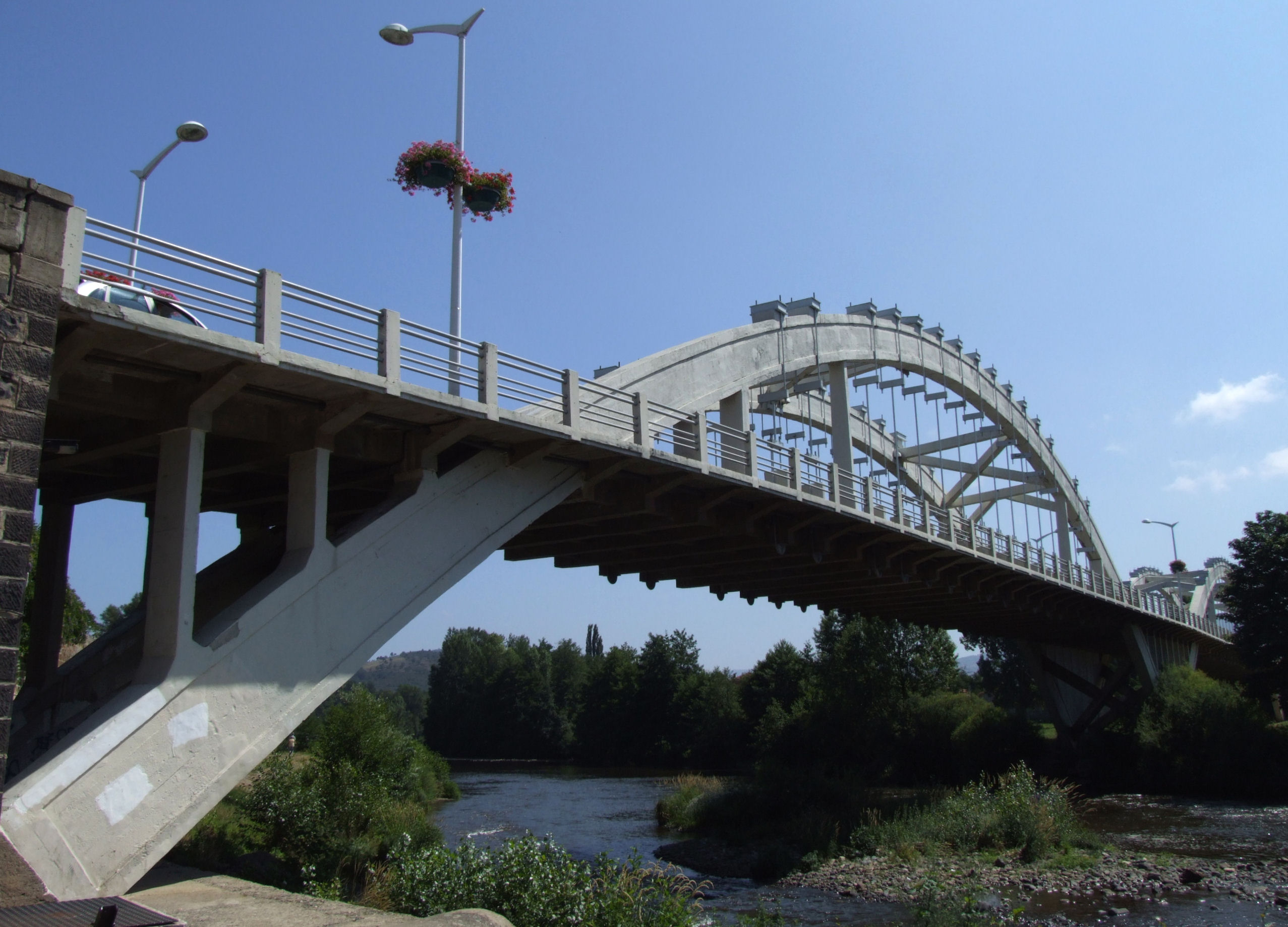
Pont de l'Allier à Langeac.
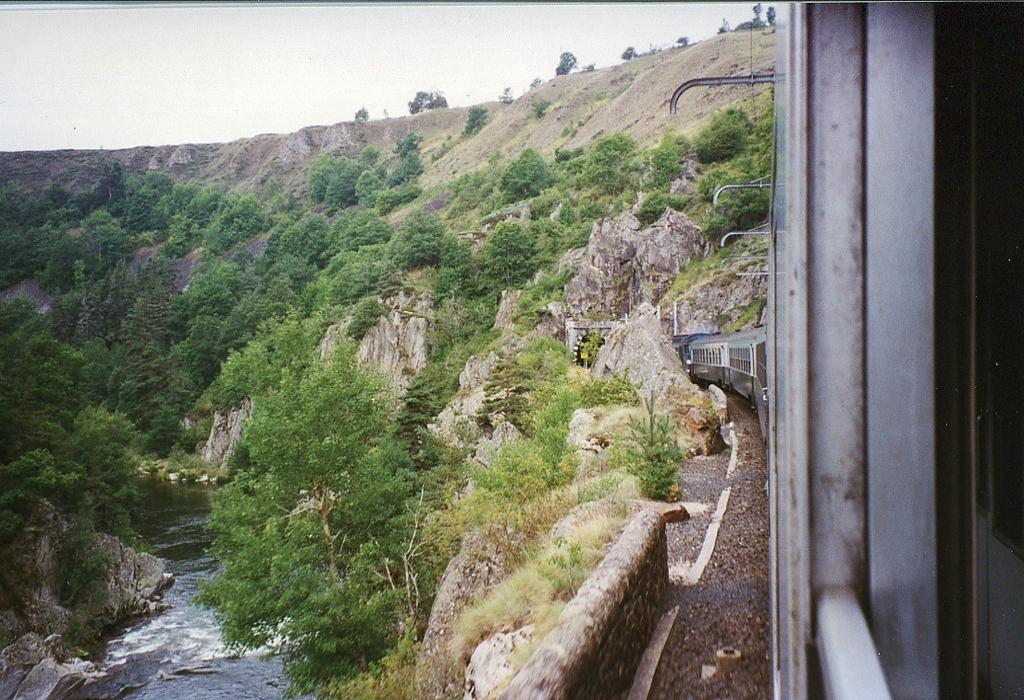
Train Nîmes - Clermont-Ferrand dans les gorges de l'Allier en septembre 1996.

## Les gorges de l'Allier par la route
- De Chapeauroux au Pont d'Alleyras

Chapeauroux est au confluent de l'Allier et du Chapeauroux que la voie ferrée atteint par un viaduc courbe de 28 arches. Par une route très sinueuse, on rejoint Saint-Haon, son église et son abside gothique puis Alleyras et son église clunisienne du XIe siècle dominant majestueusement un méandre de la rivière et la plaine de Vabres, où la voie gallo-romaine Via Bolena quittait le Velay pour le Gévaudan.
- Du Pont d'Alleyras à Langeac

Saint-Didier-d'Allier, perché sur un roc abrupt, s'étend le long de la rivière qui s'élève en corniche des gorges à Saint-Privat pour arriver à Monistrol-d'Allier, l'un des plus beaux sites des gorges. Le village permet, en direction de Saugues, de contempler d'énormes rochers basaltiques et en direction de Saint-Préjet d'Allier, de remonter la vallée encaissée de l'Ance. Puis la route permet de découvrir le château en ruine de Rochegude, la chapelle romane de Sainte-Marie peu avant Saint-Arcons-d'Allier puis Chanteuges sur un promontoire basaltique, et sa belle église romane.
- De Langeac à Brioude

La route épouse alors les méandres de la rivière jusqu'à Vieille-Brioude puis la vallée se rétrécit vers Chilhac avec ses villages typiques comme Arlet, Saint-Cirgues ou Lavoûte-Chilhac avec son pont du XIe siècle et son église gothique. Puis dans une coulée basaltique, se dressent Blassac, son église et ses fresques du XIVe siècle puis Saint-Ilpize, cité médiévale avec les ruines de son château et son église du XIVe siècle.

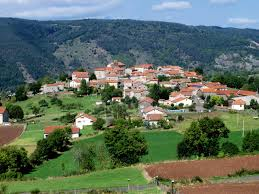
Alleyras.
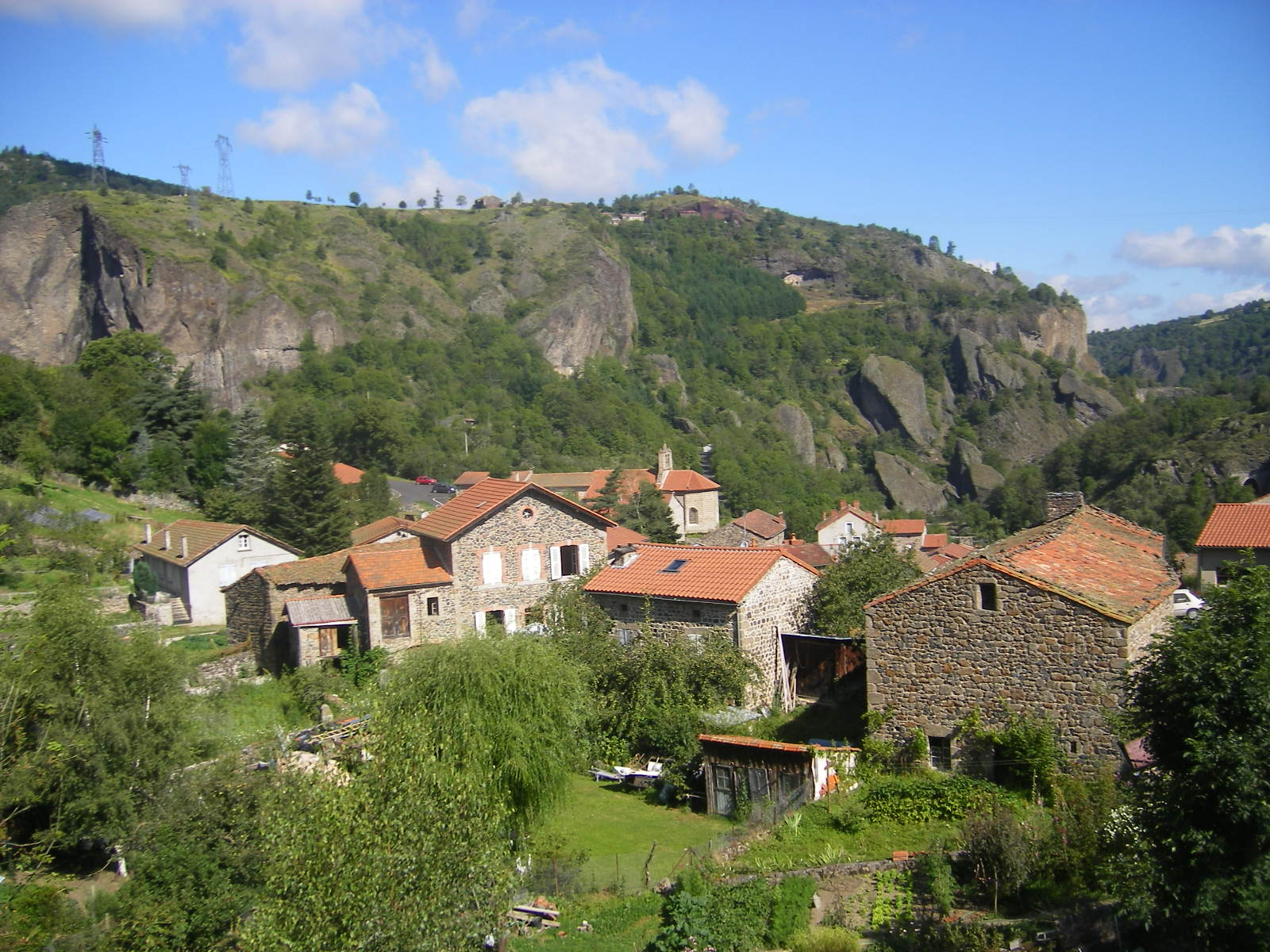
Monistrol-d'Allier.
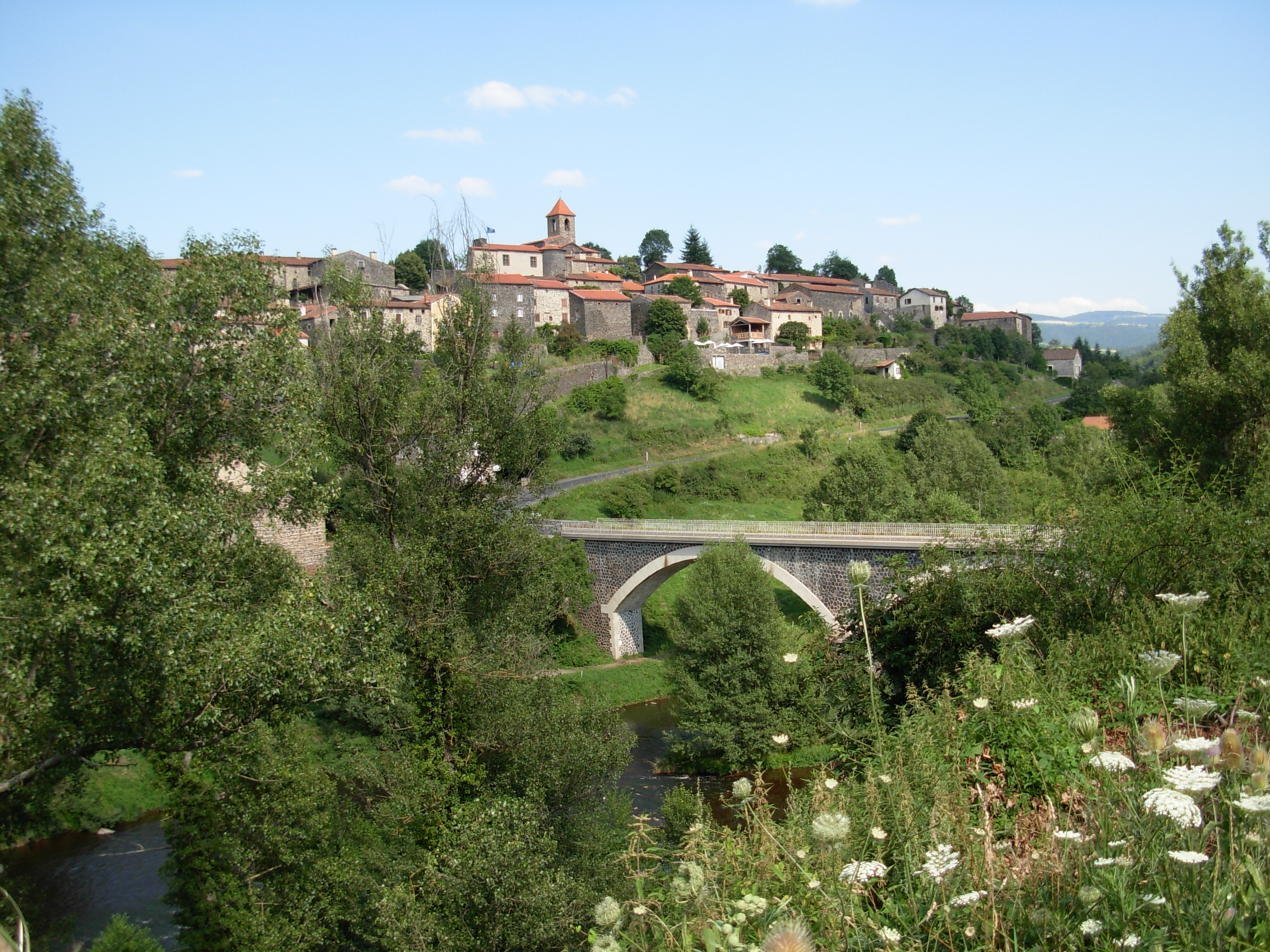
Saint-Arcons-d'Allier.
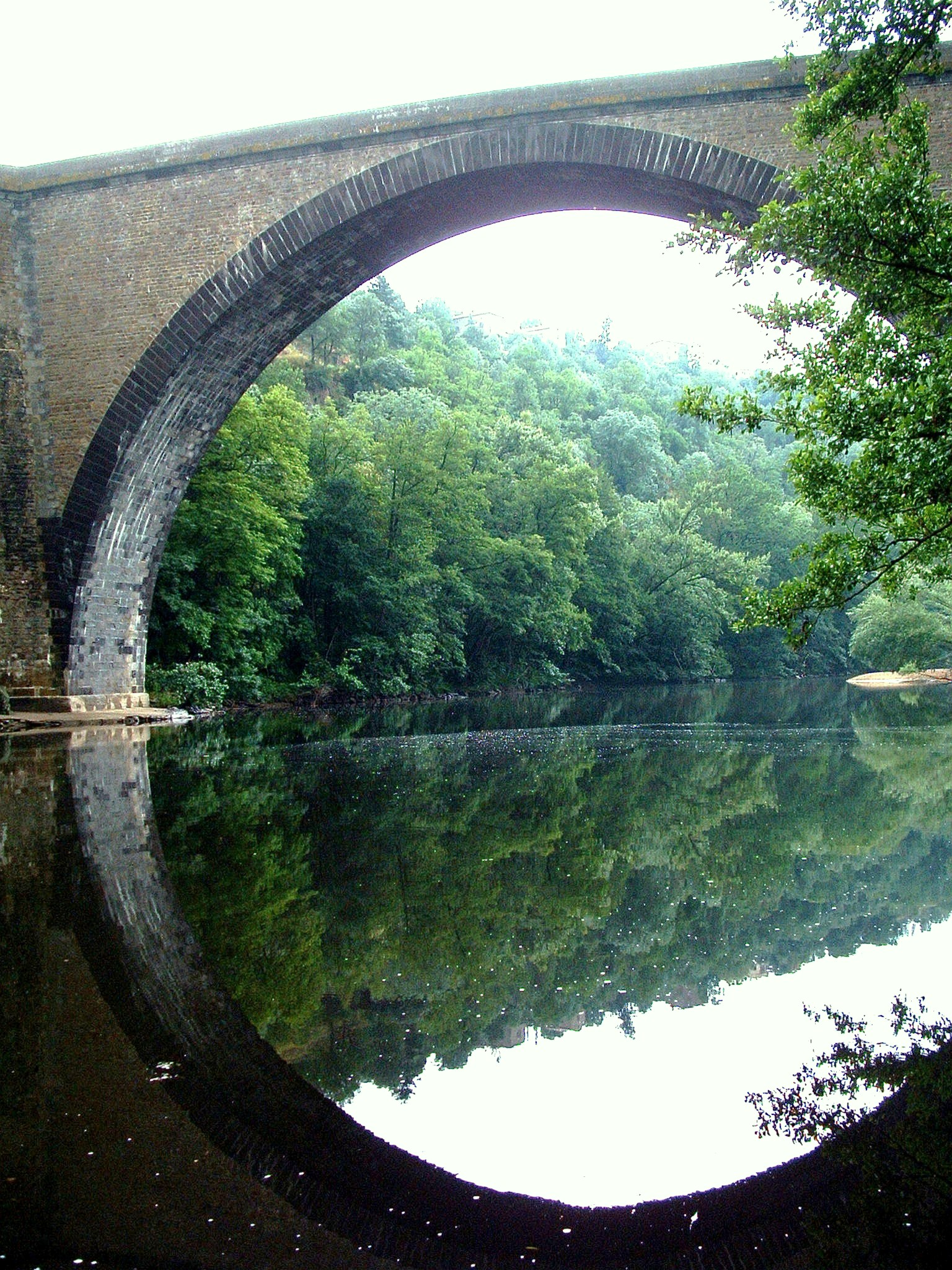
Pont de Vieille Brioude.
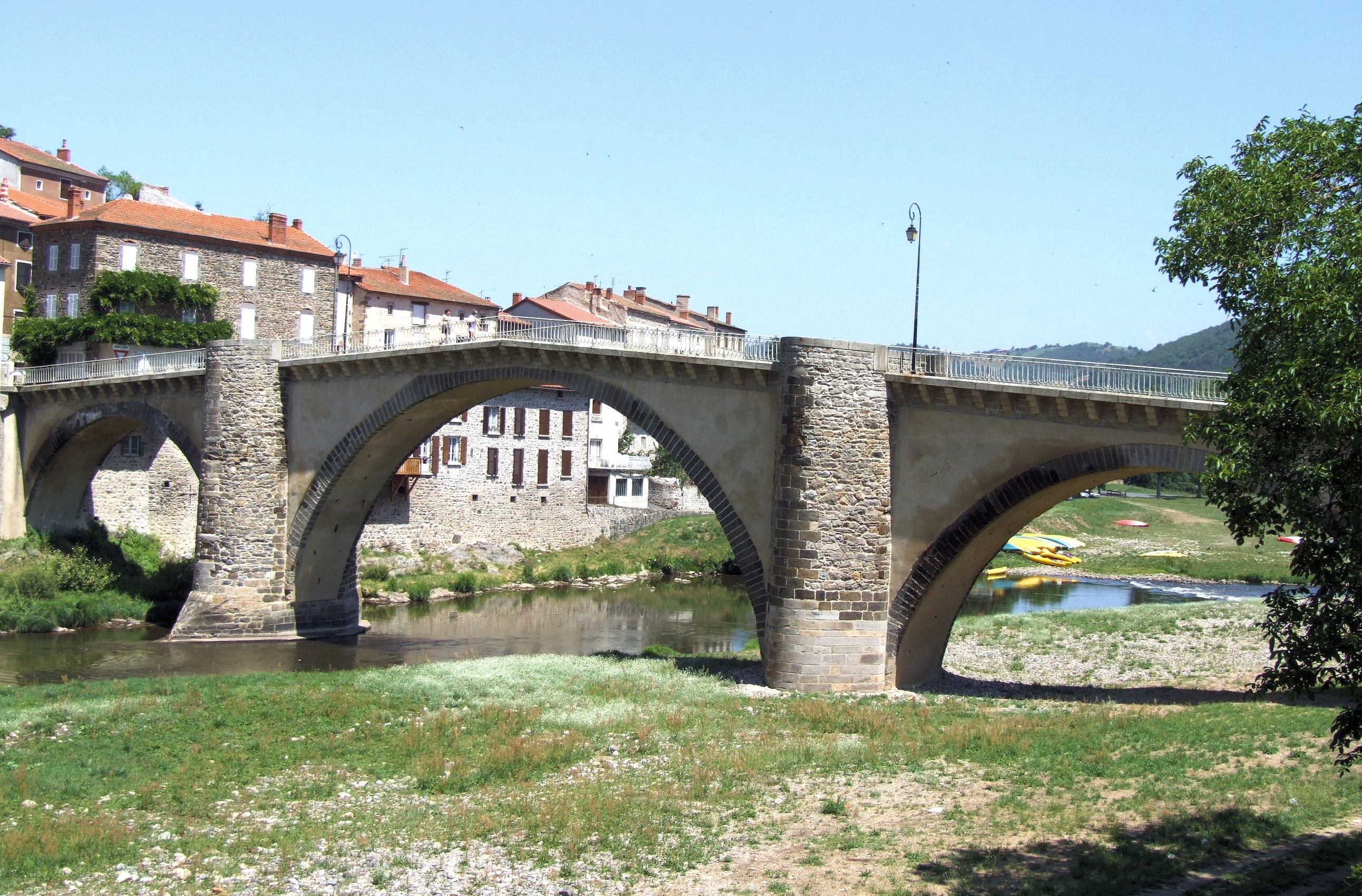
Pont de Lavoûte-Chilhac.